# Jarremix
Jarremix Jean-Michel Jarre 1995-ben megjelent remixlemeze, melyen nagy slágerek remixei, de leginkább az előző nagylemezről, a Chronologie-ról szerepelnek remixváltozatok. A remixeket Gat Decor, Sunscreem, Bruno Mylonas, Thierry Leconte, Bruce Keen, és a Black Girl Rock készítették.
Az albumot kétszer adták ki ebben az évben:

## Számlista
Első változat:
1. Chronologie 6 (Main Mix) 8:04
2. Chronologie 4 (E-Motion Mix) 5:59
3. Equinoxe 4 (Deep Mix) 4:43
4. Chronologie 4 (S x S Mix) 6:36
5. Revolution, Revolutions (Oriental Mix) 6:45
6. Equinoxe 7 (Ambiant Mix) 5:03
7. Chronologie 4 (Tribal Trance Mix) 5:37
8. Magnetic Fields 2 (Magnetmix) 4:10
9. Chronologie 6 (Slam Mix 1) 8:05
10. Calypso (Latino Mix) 7:13

Második változat:
1. Chronologie 6 (Main Mix) 8:04
2. Chronologie 4 (E-Motion Mix) 5:58
3. Equinoxe 4 (Deep Mix) 4:43
4. Chronologie 4 (S x S Mix) 6:05
5. Revolution, Revolutions (Oriental Mix) 6:45
6. Equinoxe 7 (Ambiant Mix) 5:03
7. Chronologie 4 (Tribal Trance Mix) 5:38
8. Oxygene 1 (Laboratoire Mix) 9:03
9. Magnetic Fields 2 (Magnetmix) 4:01
10. Chronologie 6 (Slam Mix 1) 8:05
11. Calypso (Latino Mix) 7:13